# ساله سن جیووانی
ساله سن جیووانی (به ایتالیایی: Sale San Giovanni) یک کومونه در ایتالیا است که در استان کونیو واقع شده‌است. ساله سن جیووانی ۸٫۱ کیلومتر مربع مساحت و ۱۸۱ نفر جمعیت دارد و ۶۱۵ متر بالاتر از سطح دریا واقع شده‌است.